# 真矢 (ドラマー)

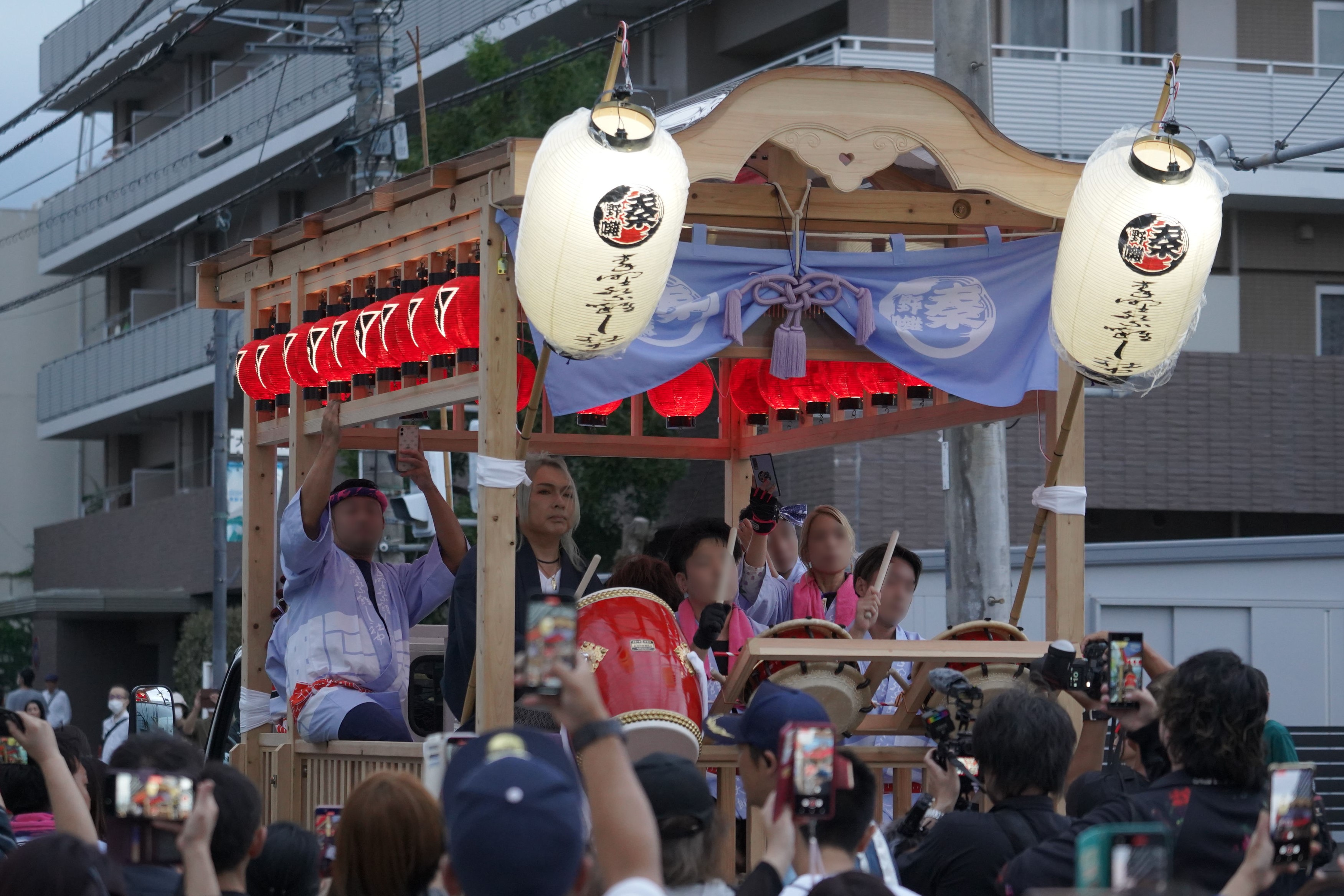
秦野たばこ祭で はだのふるさと大使としてパレードの先導車で太鼓を打つ真矢、2024年9月

真矢（しんや、本名：山田 真矢（やまだ しんや）、1970年1月13日 - ）は、日本のミュージシャン（ロックバンド・LUNA SEAのドラマー）、タレント、実業家。ラーメン店「天雷軒」プロデューサー、宝石店「Re:soul」（リソール）代表取締役社長、日本芸術専門学校特別講師。神奈川県秦野市出身。身長165cm。妻は元モーニング娘。の石黒彩。

## 来歴

### 幼少期
- 1970年 - 1984年、幼い頃より、能楽師の親の影響もあり、早くから能に親しむ。一方、祭りにも興味を示し、和太鼓もこなしていた。車で外出する時には能に関する録音を再生し、それを父親が解説していたのが面白かったという。
- 秦野市立本町幼稚園卒園[1]。秦野市立末広小学校[2]、秦野市立本町中学校卒業[3]。

### 青年期
- 1985年 - 1988年、神奈川県立伊勢原高等学校に進学[3]。
- 高校生の時、素行不良で無期停学になる。その間おとなしくしていたところ、父親がバイクを買ってくれることになった。しかし、まだ15歳で免許が取得できなかったため、16歳になるまで待っていた。そんな中、文化祭でバンドを見て、ドラムを「気持ちよさそうだな」と思い、しかも「周りに女のコがいっぱいいたから、これだ！と（笑）」思ったことから、その夜父親に「バイク要らないからドラム・セットを買ってくれ」と頼んだ。そのような経緯でドラムを始めたところ、最初から「ビビッとくると言うか…味わったことのない気持ちよさだと思って病み付きになった」[4]。
- ロックが特に好きだったわけではなく、「ドラムだけにしか興味なかった」。高校の時は15個ぐらいバンドを掛け持ちして、「コピー、コピー、コピーの毎日だった」ので、自分が好きな音とかを発見する暇もなかった。「リスナーよりプレイヤーで、しゃべるより物を叩いて表現した方が自分を出しやすいんじゃないか」と思ったこともあるが、高校を出てから好きになったドラマーはレッド・ツェッペリンのジョン・ボーナム[5]。
- 何も勉強などせずにいきなり8ビートや16ビートやダブルストロークロールを叩いていた。基礎練習もなく簡単に叩けたため、「自分は天才だ」と思ったらしい。
- しかし、ドラムが「好きだから、ちゃんと知りたい」という理由で、高校のときもバイトしながらドラム・スクールに通っていた。基礎を学ぶことによって「安心できたっていう点でよかった」と思っている[6]。

### LUNA SEA時代
- 1989年、LUNA SEAとして初ライブを行う。活動初期にはリボンを頭につけるなど、いかにもヴィジュアル系らしい女性のような格好をしていたが、ダイエットがバスドラムの音の破壊力を失わせたことを契機に、容貌へのこだわりを捨てて体重を増やす。
- 1991年4月、師匠（そうる透）について、1からドラムを見直す。
- 1992年、LUNA SEAがメジャー・デビューを果たす[3]。
- 2000年、12月26日・12月27日の両日に東京ドームで行われたラストライブをもってLUNA SEAが終幕する。
- 2007年、12月24日に東京ドームで一夜限りのLUNA SEA復活ライブを行う。

### ソロ活動時代
- 1997年、活動休止中にソロ歌手としてマーキュリー・ミュージックエンタテインメントからデビュー。椎名へきるとデュエットを行う。
- 1997年、西城秀樹ROCKトリビュートの南十字星、歌唱参加。
- 1999年中頃、パール楽器製造と契約。The Millennium Eveにて新セット黒蝶を披露。2000年、START UP GIG2000にてもう一つの新セット赤蝶を披露。5月12日にアイドルグループ・モーニング娘。の元メンバーで、タレントの石黒彩と結婚。同日は石黒の22歳の誕生日でもあった。シグネチャーモデルのドラムスティックを発売。
- 2001年、ソロ活動を本格的に開始する。この年の11月のGROOVE DYNASTY 2001にて突如多点セットへと原点回帰。大黒摩季や吉川晃司､ 氷室京介などのライブ・レコーディングに主に参加し、数多くのミュージシャンとセッション活動をしている。
- 2005年、入籍5年を記念し、出雲大社で結婚式を行う。
- 2009年、3月26日に東京都・中野区にあるラーメン店「ラーメン龍」のプロデュースを担当し、新店名「ラーメン天雷軒」として開店する。10月7日より、同店が東日本橋にてリニューアル・オープン。
- 東京・代官山にある、パワーストーン・水晶・天然石・アクセサリー専門店「Re:soul（リソール）」をプロデュースし、代表取締役社長も兼任している。
- 2011年、GACKT率いる「YELLOW FRIED CHICKENz」のメンバーに加入する。

### POTBELLY時代
- 2005年、ボーカルに沖縄出身のMILKYを迎え、POTBELLY（ポトベリー）として始動する。ミニアルバム『CRASH! CRASH! CRASH!』でデビュー。

## 人物

### 性格・嗜好
- 幼い頃からの祭好きで、自宅に小型の御輿を所有するほどである。
- 明るい性格で話し上手のため、テレビ番組への出演も多い。フジテレビ系音楽番組『HEY!HEY!HEY! MUSIC CHAMP』では、お笑い芸人である司会のダウンタウンとトークで互角に渡り合った。また、番組内では「ブーちゃん（松本人志、命名）」「悪徳プロモーター」と称されるほど親しまれた。
また、日本テレビのモノマネ番組[どれ?]では、真矢と同じLUNA SEAのメンバーであるRYUICHIをゲストに迎えた際に内緒で登場し、RYUICHIのマネを披露した。
- SUGIZO曰く、シャイな性格。結婚の報告もメンバーには直接言わず、スケジュール表に書いて知らせた。また、家では一言も喋らずに代わりに妻の石黒彩がマシンガンのように話すと言う。
- 右腕いっぱいにタトゥーを入れている。本人曰く「一生モノの洋服」。
- 高所恐怖症で、絶叫マシンはもちろん、1メートルほどの塀の上に立つだけでも怖がっていた。
- 車好きで、ジャガーのファン。Eタイプを特に好んでおり、2台所有していた。今まで30台以上も乗り換えており、XKRシルバーストーンやフォルクスワーゲン・タイプ2など、外車が中心。
- 身長の公称は168cmであるが、実寸は165cmであることがテレビ番組の企画で判明した[7]。
- TOKIOの松岡昌宏曰く「気の良いオッサン」[8]
- 40代になった頃からゴルフを嗜んでおり、ゴルフ番組や企画に出演する機会が増えている[9]。妻の石黒も真矢に影響されてゴルフを始め、夫婦で共通の趣味を持つようになった[10]。SUGIZOの母親とはゴルフ仲間。

### 音楽性
- そうる透は師匠にあたる。SIAM SHADEの淳士は真矢のローディーをしていた時期があり、弟子的存在である[11]。
- 「歌を殺すドラムを叩くのはクソだと思ってる。押さえたようなシンプルなドラムでも自分の持ち味が出せれば、最高・・・そのぶん、ドラム・ソロとかでは別の意味で自分を100パーセント出したくて・・・おカネをかけてしまった（笑）」[12]
- LUNA SEAの活動初期から中期（アルバム『STYLE』発表前後）にかけては、ツーバスに加えて多数のタム、シンバルを並べ、頭上にもタムを設置するなど大掛かりなセットを組んでいたが、後期にはワンバスに少数のタム類など、一転して必要最低限のシンプルなセッティングになった。
- LUNA SEAのライヴにおいて、空中で回転するドラムセットを使用したパフォーマンスを行ったことがあり、その費用は3,500万円もかかった。当初はドラムセットが前傾するのみだったが、後にはトミー・リー（モトリー・クルー）やジョーイ・ジョーディソン（元スリップノット）のように頑丈に固定されたドラムセットが回転する大掛かりなセットで行った。
- バスドラムの音量・音圧を確保するため、ペダルを踏む際には中央を踏まず、ペダルの端を斜めに蹴り出すように踏むスタイルをとっている（リズム&ドラムマガジンインタビューより）。
- LUNA SEAのインディーズデビューとなった1991年から1996年の活動休止までエンドースメント契約していたドラムメーカーはヤマハ。ドラムのヘッドに墨汁を塗ってミュートとして利用する奇抜なテストを行ったことがある。1998年に活動再開してからはヤマハとのエンドースメント契約を解消し、ラディックのドラムセットを使用。2000年以降はパールとエンドースメント契約し、現在も継続している。
- 凛として時雨のピエール中野や元［Alexandros］の庄村聡泰などの後輩ミュージシャンにも影響を与えており、特に庄村はテレビで演奏するLUNA SEAとそのドラムを叩く真矢が音楽の原体験である。

### 家族
- 妻はモーニング娘。の元メンバーだった石黒彩。
- 1男2女の子供がおり、ドラムに関係する名前をつけているとのこと。

## ディスコグラフィ

### シングル
- 落下する太陽（1997年9月26日、PHDL-1101）
- 漂流者（1997年11月21日、PHDL-1103） - 椎名へきるとのデュエット曲。

### アルバム
- No Sticks （1997年12月10日、PHCL-5077）

### ミュージックビデオ
- Melody （1997年8月21日、MVVH-3）
- SHINYA LONDON CALLING （1998年2月）
- 真矢 直伝 プロ・ドラマーの心得（アトス・インターナショナル、ATDV-81）

### 参加作品
| 発売日         | 規格 | アーティスト名 | タイトル                                   | 参加曲                                                                     |
| -------------- | ---- | -------------- | ------------------------------------------ | -------------------------------------------------------------------------- |
| 1997年7月24日  | CD   | オムニバス     | 西城秀樹 ROCKトリビュート KIDS WANNA ROCK! | 南十字星                                                                   |
| 1998年9月19日  | CD   | オムニバス     | Cozy Powell Forever TRIBUTE TO COZY POWELL | KILL TH KING                                                               |
| 1999年1月21日  | CD   | 椎名へきる     | 『Face to Face』                           | fly away                                                                   |
| 1999年3月17日  | CD   | オムニバス     | Super Rock Summit 〜天国への階段〜         | MODY DICK -BONZO'S MONTREUX-、WE'RE GONNA GROOVE                           |
| 1999年6月30日  | CD   | オムニバス     | SUPER ROCK SUMMIT RAINBOW EYES             | I SURRENDER、STILL I'M SAD                                                 |
| 2001年10月24日 | CD   | オムニバス     | REACTION Tribute Album Always On My Mind   | FOLLOW THE SHADOW                                                          |
| 2009年4月22日  | CD   | Ken            | IN PHYSICAL                                | My Angel、Save me                                                          |
| 2011年6月29日  | CD   | buzzG          | 祭囃子                                     | 全曲。演奏メンバーは真矢（Drums）、Kei Nakamura（Bass）、 [TEST]（Guitar） |
| 2013年9月4日   | CD   | オムニバス     | DEAD END Tribute -SONG OF LUNATICS-        | So Sweet So Lonely                                                         |

## サポートを行ったミュージシャン
- SUGIZO
- INORAN
- J
- The FLARE
- FAKE?
- 尾崎亜美
- 松本孝弘
- 氷室京介
- 大黒摩季
- 相川七瀬
- 雅-miyavi-
- 吉川晃司
- Creature Creature
- レナード衛藤
- LM.C
- 大友康平
- TOSHI（TOSHI with T-EARTH）
- 筋肉少女帯
- Ken
- DEAD END
- GACKT

## 出演

### テレビ番組
- キス・ミス・チック（中京テレビ） - 「ミッドナイト真矢」のコーナーを担当
- ここにシャチあり! （中京テレビ）
- 歌笑HOTヒット10 （日本テレビ）
- J-Hits Countdown （歌謡ポップスチャンネル）
- さんまのSUPERからくりTV （TBS） - 「小倉優子音楽隊-サザエオールスターズ」のコーナーを担当
- 宇宙一せまい授業! （あっ!とおどろく放送局） - ドラム講座を担当
- クイズ☆タレント名鑑（TBS）
- 戦略のゴルフ 第58回 - 第60回（2021年2月21日・2月28日・3月7日、BS12 トゥエルビ）
- 伊藤淳史ののほほーんゴルフ2 “80切りできる かな” 草食系ゴルフ満喫バラエティ（2021年10月9日 - 10月30日、BSテレ東）[13][14]
- ホンマでっか!?TV（2022年3月2日、フジテレビ）

### テレビドラマ
- 東京少女真野恵里菜 第4話「やさしい拳」（2009年2月28日、BS-i） - 陽介 役
- ケータイ刑事 銭形命 第11話「交響曲第28番 タ聞調 作品194《ボム》〜世界ペア音楽祭爆弾予告事件」（2009年2月28日、BS-TBS） - スネア 役

### ラジオ番組
- LUNA SEA真矢のG1 Grouper（1997年4月 - 1997年9月、TOKYO FM ）
- LUNA SEA真矢のDEEPER STREET（1998年4月 - 9月、TOKYO FM）
- LUNA SEA 真矢の深夜の課外授業（2000年4月 - 9月、TBSラジオ）

### その他
- かっ飛びゴルフ塾【LUNA SEA真矢300yへの道】（2020年10月16日 - ） - レッスンプロのYouTube番組[15]
- 薗田峻輔のドライブ&ゴルフ シーズン4（2018年、GOLF Net TV）
- LUNA SEA真矢&たむプロの「レッスン交遊録」（2019年 - 、GOLF Net TV）